# David Rawlings
David Rawlings est un guitariste, chanteur et producteur américain, célèbre pour ses collaborations avec Gillian Welch.

## Biographie
Il étudie au Berklee College of Music.
Producteur de divers artistes dont Gillian Welch ou du groupe Old Crow Medicine Show, il est le leader du Dave Rawlings Machine dont un des membres les plus connus est John Paul Jones de Led Zeppelin qui y joue parfois de la mandoline.
Rawlings a contribué à plusieurs albums dont Cassadaga de Bright Eyes, Spooked de Robyn Hitchcock ou encore Heartbreaker de Ryan Adams, avec qui il a écrit deux chansons, To Be Young (Is to Be Sad, Is to Be High) et Touch, Feel and Lose.

## Discographie

### Albums
- A Friend of a Friend (Acony, 2009)
- Nashville Obsolete (Acony, 2015)
- Poor David's Almanack (Acony, 2017)

### AvecRyan Adams
- Heartbreaker (2000)
- Demolition (2002)

### AvecBright Eyes
- Four Winds (Saddle Creek, 2007)
- Cassadaga (Saddle Creek, 2007)

### Autres collaborations
- Ani DiFranco, Swing Set (2000)
- Old Crow Medicine Show, Old Crow Medicine Show (2004)
- Robyn Hitchcock, Spooked (2004)
- Whispertown (en), Swim (Acony, 2008)
- Sara Watkins, Sara Watkins (Nonesuch, 2009)